# Puig dels Tres Quartos
El Puig dels Tres Quartos és una muntanya de 763 metres que es troba al municipi de Santa Pau, a la comarca catalana de la Garrotxa.